# Un home anomenat Cavall
Un home anomenat Cavall (títol original en anglès: A Man Called Horse) és una pel·lícula estatunidenca dirigida per Elliot Silverstein, estrenada el 1970. Ha estat doblada al català.

## Argument
El 1825, Lord John Morgan , un aristòcrata anglès desocupat, caça als Estats Units, en territori sioux, ajudat de tres homes. Aviat, aquests són morts en un atac portat per guerrers d'una tribu sioux. Morgan és capturat i és portat al seu campament, on és en principi tractat com esclau. A poc a poc, amb l'ajuda d'un altre captiu, el quebequès Baptiste , es familiaritza amb els usos i costums de la tribu, de la qual aprèn de la llengua. Iniciat al "ritu del sol", es converteix pels seus actes en un guerrer de la tribu — que l'adopta sota el nom de Horse  —, i es casa amb Running Deer , la germana del cap Yellow Hand .

## Repartiment
- Richard Harris: John Morgan / Horse
- Manu Tupou: Yellow Hand (el Primer cap de la tribu)
- Corinna Tsopei: Running Deer (sa germana)
- Judith Anderson: Buffalo Cow Head (la seva mare)
- Jean Gascon: Baptiste (un captiu de la tribu)
- Dub Taylor: Joe (un caçador blanc)
- James Gammon: Ed
- William Jordan: Bent
- Eddie Little Sky: Black Eagle (el segon cap de la tribu)
- Michael Baseleon: Longfoot (un guerrer de la tribu, més tard cap)
- Lina Marin: Thorn Rose (l'esposa de Yellow Hand, després de Black Eagle)
- Tamara Garina: Elk Woman (una vella, abandonada per la tribu)
- Iron Eyes Cody: Medicine Man (el bruixot de la tribu)
- Tom Tyon, Jackson Tail: dos ajudants del bruixot
- Manuel Padilla Jr.: Leaping Buck (un noi de la tribu)
- Terry Leonard: Striking Bear (el cap des Xoixons)

## Al voltant de la pel·lícula
La història de John Morgan , un home blanc adoptat per una tribu índia, és a prop de la de Jack Crabb  (Petit gran home d'Arthur Penn, dirigida aquell mateix any de 1970) i de John Dunbar (Ballant amb llops, de i amb Kevin Costner, dirigida el 1990). En els tres casos, els amerindis als Estats Units són presentats sota un prisma altrament més revalorat que un bon nombre de westerns americans de decennis precedents.
Destacar que Richard Harris reprendrà el seu paper de John Morgan  (Horse ) en dues continuacions, The Return of a Man called Horse , dirigida per Irvin Kershner el 1976, després The Triumphs of a Man called Horse , dirigida per John Hough el 1982.